# أستون أباد (بنفش تبة)
أستون أباد (بالفارسية: استون‌آباد) هي قرية تقع في إيران في قسم بنفشة تبة الريفي. يقدر عدد سكانها بـ 552 نسمة بحسب إحصاء 2016.